# 隠れ鬼ごっこ
隠れ鬼ごっこ（かくれおにごっこ）はかくれんぼと鬼ごっこを組み合わせた遊び。隠れ鬼と言う場合もある。また、一部では「ぼうけん」という呼び名が使われているケースもあるが、細かなルールなど、以下で述べる内容と異なる場合が多い。

## 概要
参加者は最初はかくれんぼと同じように隠れるが、鬼にタッチされるまで捕まったとみなされず、鬼から逃げる事もできる。
また、鬼は見つけてもその人の名前を呼ばなくてもよく、「気づかれない様に背後からこっそりタッチしにいく」という手法も使える。誰かにタッチしたら鬼は交代である。上述のように、参加者は各々が任意の場所に隠れているため、現在誰が鬼なのか、ということを把握できない事態に往々にして陥る。鬼もこれを利用して、さも自分は鬼ではないかのようにして他の参加者に近づき油断したところをタッチするという、一種卑怯な手段を取ることがある。こうしたことに慣れてくると、参加者は「自分と行動を共にしている人以外は簡単に信用できない」スリルを味わうことができる。なお、この行為を行ったことにより争いがおこることを避けるため、嘘をついた者には、罰ゲーム（ゲームを一回休むなど）を与えるというルールを追加することがある。あるいは、鬼だけが帽子をかぶり、タッチと同時に帽子も移動するという予防策も有効であろう。
ルールの特性上、かなり広いスペースを必要とする為に運動場全体を使って行われる事もある。その為、時間制限が長い他、「もういいかい」の確認も行わない場合も多いので、「150秒後に自動的にスタート」「校舎内禁止」等始める前に参加者全員でルールを決めておく。